# Bombay Castle
Bombay Castle (en anglais Bombay Castle, en vietnamien Đá Ba Kè, en philippin Buhanginan ng Abad Santos, en mandarin Péngbó Bǎo (en sinogrammes 蓬勃堡)), est un récif du banc Rifleman au sud-ouest des îles Spratleys en mer de Chine méridionale,,.

## Toponymie
Sur les cartes maritimes internationales, le récif porte le nom de Bombay Castle, en hommage au navire Bombay Castle (en) de la Compagnie anglaise des Indes orientales.

## Géographie
Bombay Castle se compose d'un récif corallien submergé à l'extrémité nord du banc Rifleman.
C'est le récif le moins profond du banc Rifleman. À son point le moins profond, il a une profondeur de 3 mètres composée de sable et de corail.
Le récif est situé à environ 579 km au sud-est de Vũng Tàu. Il se trouve à 130 km à l'est du banc Alexandra et à près de 130 km à l'ouest de la caye Amboyna.

## Infrastructures

### Plateformes
Sur le récif Bombay Castle (en vietnamien Đá Ba Kè), sur le banc Orleana (en vietnamien Bãi Đất) et sur le banc Kingston (en vietnamien Bãi Đinh) appartenant au banc Rifleman (en vietnamien Bãi Vũng Mây), le Viêt Nam a érigé trois structures en acier appelées plates-formes DK1. « DK » est l'abréviation initiale de Dịch vụ - Khoa học kỹ thuật (en français « Service - Science et Technologie »), tandis que le chiffre « 1 » fait référence aux plates-formes situées dans le cercle le plus extérieur, le plus éloigné du continent. Bien que situés sur des hauts-fonds différents, les rigs sont tous appelés rigs Ba Kè. Actuellement, ces plates-formes sont contrôlées par la 171e brigade du commandement de la région 2 de la Marine populaire vietnamienne.
- Plateforme DK1/9 (maison de forage Ba Kè B ou Ba Kè 2) : achevée le 22 août 1993, près du récif Bombay Castle ;
- Plateforme DK1/20 (maison de forage Ba Kè C ou Ba Kè 3) : achevée le 13 août 1998 ;
- Plateforme DK1/21 (maison de forage Ba Kè D ou Ba Kè 4) : achevée le 19 août 1998.

### Phare
Bombay Castle (en vietnamien Đá Ba Kè) possède un phare de 22,5 mètres de haut sur pilotis en acier qui a été construit en 1995. Le phare est à deux étages, avec un logement pour les gardiens de phare et une antenne parabolique. Le phare a une portée de 10 milles marins le jour et de 12 milles marins la nuit. Lumière blanche, 3+1 flashs groupés, cycle de 12 secondes. Le numéro de l'Amirauté est F2825.19.
En outre, il y a deux autres phares sur le banc Oriena (en vietnamien Bãi Đất) et sur le banc Kingston (en vietnamien Bãi Đinh), tous deux de 22,5 mètres de haut avec une lumière blanche et des caractéristiques lumineuses inconnues. Les numéros de l'Amirauté sont F2825.191 et F2825.1911.

## Revendication de souveraineté

### Contenu des revendications

#### Viêt Nam
Comme pour toutes les îles Spratleys, la propriété du récif est contestée. Bombay Castle est occupé par le Viêt Nam et revendiqué par la Chine, Taïwan et Brunei.
Le Viêt Nam déclare que le banc Rifleman, y compris le récif de Bombay Castle, est situé sur le plateau continental sud, n'appartient pas à l'archipel des îles Spratleys et rejette l'attribution du banc Rifleman à l'archipel des îles Spratleys.

#### Chine
La république populaire de Chine et Taïwan estiment que le banc Rifleman appartient à l'archipel des îles Nansha, tandis que Brunei le revendique en arguant que le banc Rifleman appartient à leur plateau continental étendu.

### Droit public international
- Contrairement aux îles, les entités submergées ne peuvent pas revendiquer individuellement leur souveraineté, à moins qu'il ne puisse être prouvé qu'elles se trouvent dans les eaux historiques ou dans la zone économique exclusive de l'île[14],[15],[16].
- Le plateau continental ne fait pas partie du territoire national, en d'autres termes, les États côtiers n'ont pas de souveraineté sur le plateau continental[17]. Selon l'article 77 de la CNUDM de 1982, les États côtiers n'exercent des droits souverains qu'en termes d'exploration et d'exploitation de leurs ressources naturelles. L'exercice de droits souverains par un État côtier ne doit pas causer de dommages à la navigation ou à d'autres droits et libertés d'autres États reconnus par la CNUDM. Selon l'article 79 de la CNUDM 1982, d'autres pays ont le droit d'installer des câbles et des pipelines sous-marins sur le plateau continental mais nécessitent l'accord de l'État côtier[18].